# Less Than the Dust
Less Than the Dust is een stomme film uit 1916 onder regie van John Emerson.

## Verhaal
Radha is een Engels meisje dat in India verlaten wordt door haar drugsverslaafde vader. Ze wordt opgevoed door de zwaardenmaker Ramlan. Als ze ouder is, denkt ze dan ook dat ze een hindoe is. Wanneer haar vriend Richard Townsend verwond wordt en op sterven ligt, wordt hij gered door Radha. Hierna redt ze ook Ramlan, die in de gevangenis zit.
Radha keert terug naar Engeland, waar ze haar erfenis komt ophalen. Hier ontdekt ze dat Townsend ook te maken heeft met haar erfenis.

## Rolverdeling
| Acteur         | Personage                 |
| -------------- | ------------------------- |
| Mary Pickford  | Radha                     |
| David Powell   | Kapitein Richard Townsend |
| Frank Losee    | Kapitein Bradshaw         |
| Mary Alden     | Mrs. Bradshaw             |
| Mario Majeroni | Ramlan                    |
| Cesare Gravina | Jawan                     |